# Orłowo, Condado de Sierpc
Ołowo [ɔrˈwɔvɔ] es un pueblo ubicado en el distrito administrativo de Gmina Zawidz, dentro del Condado de Sierpc, Voivodato de Mazovia, en el este de Polonia central. Se encuentra aproximadamente a 5 kilómetros al sur de Zawidz, a 18 kilómetros al sureste de Sierpc, y a 100 kilómetros al noroeste de Varsovia.
El pueblo tiene una población de 40 habitantes.